# Papež Lucij II.
Lucij II., papež Rimskokatoliške cerkve; * kot Gherardo Caccianemici dal Orso * okrog 1095 Bologna (Papeška država, danes Italija); † 15. februar 1145 Rim (Papeška država, danes Italija).

## Življenjepis
Gerardo Caccianemici [Džeràrdo Kačanemìči] se je rodil v Bologni srednje premožnemu očetu Ursusu (Orso=Medved), kjer je tudi končal študije. Skozi več let je bil kanonik pri cerkvi Basilica di San Frediano. Papež Honorij II.  ga je imenoval za kardinala-duhovnika pri Santa Croce in Gerusalemme leta 1124. 

Papež Inocenc II. ga je nekajkrat poslal v Francijo, pa tudi v Anglijo in Nemčijo kot svojega legata; bil pa je tudi knjižničar in kancler rimske Cerkve. 

### Konklave
V času, ko je bil papež Lucij še kardinal, je sodeloval pri naslednjih konklavah:
- 1124, ko je bil izvoljen papež Honorij II.
- 1130, ko je bil izvoljen papež Inocenc II.
- 1143, ko je bil izvoljen papež Celestin II.
- 1144, ko so izvolili njega samega za papeža.

### Papež
Za papeža so Gerarda hitro izvolili 12. marca 1144; posvečenje je prejel 15. marca 1144. V svojem kratkem pontifikatu je imel veliko opraviti z Normani na jugu Italije, v Rimu pa je povzročal in spodbujal nemire heretik Arnold Brešijski. Pridigal je revno Cerkev brez »bogatih« prelatov. Najprej je Rimljanom v živih barvah naslikal nekdanjo slavo, ki jo je primerjal s sedanjo revščino; nato je nahujskal ljudstvo, naj obnovi nekdanjo ljudsko vladavino (republiko).
Vsekakor ni bil Arnold Brešijski glavni papežev sovražnik. Rim je bil vedno v rokah močnih lokalnih družin in tisti čas sta bili najmočnejši družini Frangipani in Pierleoni. Ko je bil izvoljen za papeža Gherardo, predstavnik Frangipanov, so Pierleoni nastopili proti njemu tudi z zlorabo Arnoldovih pridig. Ker je Arnolda papež obsodil, so Pierleoni postavljali njegova prepričanja za zgled, kar je privedlo do obsodbe obstoječe oblasti. S pomočjo pridigarjevih naukov je bilo ljudstvo prepričano, da mora vzeti oblast v svoje roke, to je obnoviti republiko. Tedaj je Gherardo, to je papež Lucij II., zahteval od Rogerija Sicilskega, da v imenu "vazalskih dolžnosti" z vojsko nastopi proti rimskemu ljudstvu. Rogerij se ni smatral za papeževega vazala in se je dobro zavedal svoje vojaške premoči. Ni sprejel Lucijevih zahtev in ni poslal vojske v Rim.
Rimski senat je že v preteklosti odvzel papežem nekaj posvetne oblasti in ga je zaradi tega papež nadomestil s prefektom, svojim predstavnikom. Po Rogerijevi odklonitvi se je senat s podporo Pierleonov obnovil, odstavil prefekta in preuredil svoje kadre pod vodstvom Jordana Pierleonija, Anakletovega brata. Senat je zahteval stare pravice; od papeža in duhovščine je zahteval, naj se odpovejo vsej svetni oblasti in premoženju ter naj živijo samo od desetine. 
Papež se je obrnil za pomoč na nemškega kralja Konrada, ki mu je ognjevito pismo napisal tudi sveti Bernard , vendar zaman.

## Smrt in spomin
Vojaška pomoč je izostala. Papež je sestavil med aristokracijo stranko, ki so jo podpirali predvsem Frangipani. Utrjena trdnjava Circus Maximus, kakor tudi Turris cartularia na eni ter utrjeni Titov slavolok na drugi strani so omogočali tej vplivni rodovini, da je popolnoma obvladovala južni del Palatina. Po celi soseski Foruma je bilo kmalu slišati žvenketanje orožja. Lucij je zabeležil, da so hudi nemiri v mestu preprečili njegovo nameravano pot k Sv. Sabu na Aventinu, kjer naj bi 20. januarja 1145 posvetil tamkajšnjega opata.

Zdi se, da se je papež našel v sredi teh nemirov. Ko je zaman čakal pomoči, je sam vzačel oblegati z malim krdelom Kapitol. Nekaj velikih kamnov, ki so jih branilci valili s Kapitola, ga je hudo ranilo in povzročilo ali pospešilo njegovo smrt. Tako poroča Godfrid Viterbski. Domači zgodovinarji o tem napadu ne vedo ničesar; bolj verjetno se zdi, da do poboljšanja zdravja, ki se ga je v bolezni 22. septembra Lucij že veselil, ni prišlo in da je umrl naravne smrti. 

Umrl je 15. februarja 1145 pri Sv. Gregorju na Clivus Scauri na Celiju v Rimu, ki je bil pod oblastjo Frangipanov.

Pokopan je z dolžnimi slovesnostmi v okroglem stebrišču za apsido Lateranske bazilike. 

### Spomin
Papež Lucij II. je drugi papež, ki ga omenjajo Malahijeve prerokbe o papežih. Imenujejo ga »Inimicus expulsus« - »Pregnani sovražnik«. To namiguje na njegov priimek »Caccianemici«: »Preganja (oziroma lovi) sovražnike«; lahko pa tudi na njegovo obleganje Kapitola.

### Ocena
Nekateri vir, med katerimi Bosone (Liber pontificalis), omenjajo, da je bil figlio di Orso (sin Medveda); poznejši avtorji, kot Martino Polono (Martinus Oppaviensis), ga imajo za Albertovega sina. 

Na podlagi teh skopih podatkov je nastalo izročilo, po katerem se je rodil v rodbini Orsi-Caccianemici; čeprav je v tem času obstajala družina de Urso v Bologni, ni gotovo, da je iz nje izhajal on. Še manj je verjetno izročilo o izhajanju iz rodbine »Caccianemici«, ki je bil veja rodbine »de Urso«; vendar ta družinski priimek zasledimo šele od začetka 13. st. Obstaja verjetnost, da je izvedenec Ludovico Savioli konec 18. st. vključil Lucija II. med svoje prednike, ko je ponarejal srednjeveške listine (Sighinolfi). 